# Joutsenjärvi (sjö i Finland, Lappland, lat 67,61, long 28,47)
Joutsenjärvi är en sjö i Finland. Den ligger i kommunen Savukoski i landskapet Lappland, i den norra delen av landet, 800 km norr om huvudstaden Helsingfors. Joutsenjärvi ligger 229,7 meter över havet. Arean är 6,3 hektar och strandlinjen är 1,8 kilometer lång. Sjön  ingår i Kemi älvs huvudavrinningsområde. 